# Balrok
Balrok er en plade udgivet af Spillemændene i 1974. Pladen er udgivet på EMI Odeon (MOCK 1030) og er så vidt vides endnu ikke genudsendt på CD.
Pladen indeholder dels traditionals, men også Spillemændenes eget materiale.

## Spor
Side 1
- "4-toget" (2.23)
- "En københavnertur" (3.19)
- "Ræk mig din hånd" (5.21)
- "Mortens polka/Damernes hop" (3.10)
- "Den stille regn" (4.00)
- "Når døden maler byen rød" (3.32)

Side 2
- "Ja, du kan" (4.24)
- "Jord unger neglene" (2.27)
- "Svensk bryllupsmarch" (1.52)
- "Et morgenknald" (2.13)
- "Op at ringe" (4.05)
- "Skotsk Reel" (2.13)
- "Farvel" (4.03)